# Gustaf Sandström (skeppsredare)
Gustaf Emanuel Sandström, född 7 september 1882 i Karlshamn, död 26 november 1947 i Göteborg, var en svensk skeppsredare.
Gustaf Sandström var son till skeppsredaren och sjökaptenen Frans Gustaf Sandström. Han genomgick Göteborgs handelsinstitut 1899–1901, hade plats på skeppsmäklarekontor i Göteborg 1901 och i Storbritannien, Tyskland och Frankrike 1902–1906 samt på nytt i Göteborg 1906–1907. Där grundade han 1907 den betydande speditions- och skeppsklarerarfirman AB Sandström, Stranne & co,, vars VD han var till sin död. Därjämte var han VD i tankrederiet AB Onassis i Göteborg från dess startande 1938. Från 1909 var han skeppsklarerare i Göteborg. Sandberg var VD i sjöfartskommitténs verkställande utskott 1918–1920, delegat vid förhandlingar i sjöfartsärenden med främmande makter, bland annat med Danmark 1925 om ömsesidig rätt till kustfart, samt bisittare vid Göteborgs rådhusrätt i dispaschörsärenden från 1931. 1919 tog han initiativet till Nationalfonden för sjökrigets offer, där han från 1933 var vice ordförande. Han var vidare vice ordförande i Sveriges skeppsklarerare- och skeppsmäklareförening 1934–1944 och Utlandssvenskarnas förening från 1945. Från 1921 var han Bolivias generalkonsul för Sverige och Finland.